# Мешковице
Мешковице (пол. Mieszkowice), Бервальде ин дер Ноймарк (нем. Bärwalde in der Neumark) — город в Польше, входит в Западно-Поморское воеводство, Грыфинский повят. Имеет статус городско-сельской гмины. Занимает площадь 4,73 км². Население — 3628 человек (на 2004 год).

## История

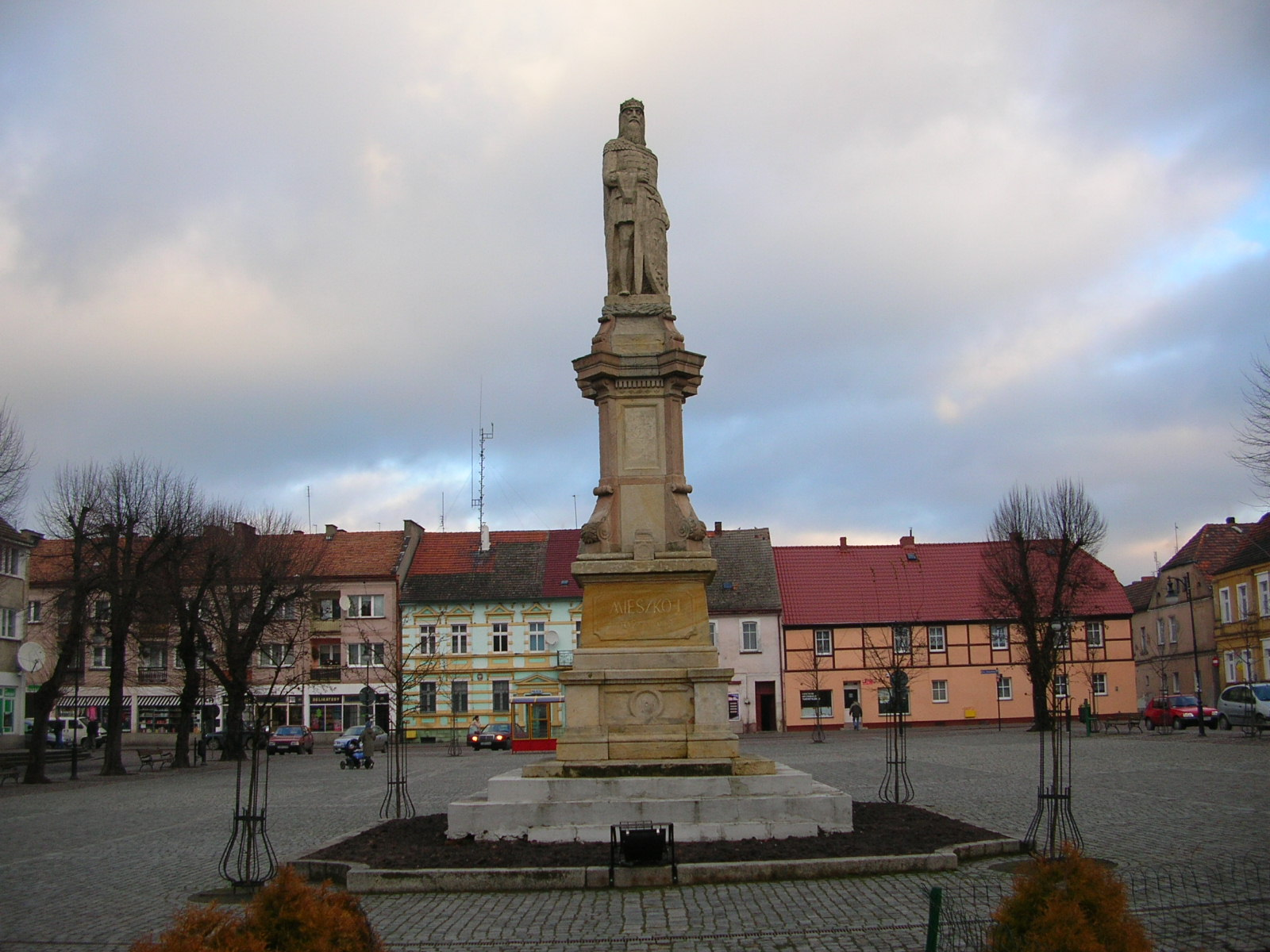
Памятник